# ایگور خلیلوف
ایگور خلیلوف (انگلیسی: Igor Khalilov؛ زادهٔ ۱۳ ژوئن ۱۹۷۲) ورزشکار وزنه‌برداری اهل ازبکستان است.